# Selabung Belimbing Jaya
Selabung Belimbing Jaya is een bestuurslaag in het regentschap Ogan Komering Ulu Selatan van de provincie Zuid-Sumatra, Indonesië. Selabung Belimbing Jaya telt 1181 inwoners (volkstelling 2010).